# Intermezzo
«Intermezzo» — імпресіоністична новела українського письменника Михайла Коцюбинського, написана в 1908 році в Чернігові. Новела складається з 11 частин, що пов’язані образом митця — учасника й оповідача зображуваного; розповідає про його духовне одужання при зустрічі з природою. У творі порушено проблеми душевної рівноваги, повноцінного життя, специфіки творчого процесу.

## Назва
Слово Intermezzo (з італ. — павза) — невеликий музичний твір, що виконувався в перервах між актами трагедії чи опери. Для ліричного героя новели Коцюбинського така музична перерва — духовне відродження людини на природі.
Присвята: «Присвячую кононівським полям»

## Історія написання
Новела «Intermezzo» написана після подій Російської революції 1905—1907 у добу найбільшого розгулу реакції. Новела автобіографічна. Влітку 1908 Коцюбинський поїхав відпочивати в село Кононівку, що на початку XX ст. входило до складу Полтавської губернії. Тепер це північний куток Черкащини, Драбівський район. Новела присвячена кононівським полям. Їх власником був Євген Чикаленко, відомий український меценат, який і умовив Михайла Коцюбинського відпочити у своєму маєтку. 
- Тема: митець і суспільство.
- Рід: епос.
- Жанр: психологічна новела з жанровими ознаками поезії у прозі.
- Головні ідеї: важливість ролі митця в суспільстві; людина щаслива тільки в гармонії з природою і з самою собою; моральне обличчя митця
- Манера письма: монолог (твір написаний від першої особи).

## Сюжет
Сюжет новели — безфабульний: за його основу взято не подієву інтригу, а характерну для імпресіонізму гру настроїв. В «Intermezzo» вони проходять через три фази:
1. Депресія. Вона викликана великою душевною втомою ліричного героя, який перебуває в конфлікті з самим собою. Михайло Коцюбинський показує людину, захоплену виром історичних подій, поставлену у ситуацію морального і громадянського вибору. Психічний злам, що під впливом цих подій відбувається в душі героя, змінює його ціннісні орієнтації, руйнує внутрішню рівновагу, призводить до роздвоєння особистості, стає основою психологічної драми. Ліричний герой новели — надломлений інтелектуал-митець, який втомився від незліченних «треба» і нескінченні «мусиш», від болю й мерзенних вчинків людей, від жаху, бруду їхнього існування, виривається з лабетів «сього многоголового звіра», їдучи з міста в українське село. Прагнучи спокою й самотності, герой опиняється в майже повному безлюдді, наодинці з природою. Проте навіть там він не може відігнати спогадів про повішених, про розправи над людьми, що боролися за землю і волю; про це йому нагадують навіть клички вівчарок, викликаючи болісні асоціації.
2. Спокійно-споглядальний стан. Цей стан з’являється під впливом гармонії, якої сповнене життя природи (головного героя). А природа в новелі — щось більше, ніж просто тло. Вона одухотворена, недарма ж на початку твору письменник подав перелік «дійових осіб», серед яких є і «Ниви в червні», і «Сонце», і «Зозуля», і «Жайворонки». Перебуваючи серед розкішної природи, герой поступово звільняється від песимізму. Він гладить руками «соболину шерсть ячменів, шовк колосистої хвилі», милується волошками, вдихає пахощі «білої піни гречок», і п’є «теплий зцілющий напій сонця», слухає пісню жайворонка. Це додає йому сил, відчуття якнайтіснішого зв’язку із землею. Так починається його одужання.
3. Обурення, гнів, нетерпіння. У чарівну мелодію кононівських полів і небес вриваються дисонанси, викликані контрастом між прекрасною природою і потворною реальністю людського життя. Одним із таких є зустріч із селянином-трудівником, (кульмінація), розмова з яким викликає в митця і співчуття, і справедливе обурення, й гнів; пробуджує нове бажання до творчості й боротьби. Ліричний герой прощається з нивами і йде «між люди», в місто, служити своєю творчістю народові: «Душа готова, струни тугі, налагоджені, вона вже грає». Таким чином, у новелі зображено еволюцію внутрішнього стану митця, зміну його настроїв у ставленні до людей — від цілковитої байдужості, роздратування, навіть ненависті — до співчуття, готовності активно діяти на благо суспільства. Отже, головною думкою твору є усвідомлення того, що інтелігент, митець не може бути самотнім, він повинен служити своєю творчістю народові, частиною якого він є.

## Стилістичні особливості
Новела «Intermezzo» є взірцем імпресіоністичної прози. Нібито монологічний характер новели насправді є не внутрішнім монологом, а рядом зорових картин, написаних словом, які передають враження героя від довкілля і разом з тим його внутрішні переживання. Твір подекуди складається ніби з елементів мозаїки, уривчастих фрагментів; наче зітканий з яскравих, неповторних фарб, звуків, думок, настроїв. У новелі також помітні елементи символізму (назви «дійових осіб» є символами суперечливих почуттів і переживань героя). Замість традиційного сюжету подій і вчинків героя письменник вдається до сюжету внутрішнього, що його складають зіткнення різних переживань. Символічні образи й ускладнена метафорика надають твору жанрових ознак поезії в прозі.

## Образи
М. Коцюбинський визначає у новелі, що не є за жанровою ознакою драматичним твором, назви дійових осіб:
- Моя утома;
- Ниви у червні;
- Сонце;
- Три білих вівчарки;
- Зозуля;
- Жайворонки;
- Залізна рука города;
- Людське горе.

Але ці дійові особи — це засіб художньої умовності, застосований для того, щоб дати читачеві ключ до розуміння складної образної мови природи та символічного змісту інших образів. Якщо є дійові особи, то має бути й сцена; нею виступає душа ліричного героя з її болями та радощами, з утомою і надією, вірою в перемогу світлих ідеалів. Через внутрішній етичний конфлікт між громадянським обов’язком і втомою, хвилинною зневірою, через емоції, переживання змальовуються ширші проблеми — соціального (митець і суспільство) та психологічного (переживання на межі душевних сил) характеру. Контрастно протистоять одна одній дві групи образів: «моя утома», «людське горе», «три білих вівчарки», «залізна рука города» і «ниви у червні», «зозуля», «жайворонки», «сонце». Конфлікт між ними створює ту багатозначність символів, які й дають уявлення про складні душевні процеси ліричного героя. Засіб контрасту відіграє також важливу ідейно-композиційну роль (місто й природа, краса природи й нелюдські умови життя селян). І думки, й сприйняття природи злиті в єдиний нерозривний потік переживань ліричного героя та його усвідомлення себе у світі й суспільстві.

## Символічні образи
- Моя утома — зневіра, надломленість, депресія, розчарування.
- Ниви у червні (ниви в червні тільки починають набирати сили) — символізують життєву енергію, а її так не вистачає головному герою.
- Сонце — символ вічності, космічної енергії, сили.
- Зозуля (народний образ) — символ, що втілює надію і життя (образ часу).
- Жайворонки — символ творчого піднесення.
- Залізна рука города — потяг і саме місто, що вдирається в життя особистості.
- Людське горе — становище народу.
- Образ ночі — символ краси, одухотвореної Богом.
- Образ білих мішків — образ повішених людей.

## Видання
- ЛНВ, 1909, Т. 45. Кн. 1. с. 5-15.

## Цікаві факти
• пісня про вигорання "Свічка" українського гурту "Intermezzo" написана за мотивами новели М. Коцюбинського "Intermezzo" і містить цитати з його твору ("Чужий серед своїх, а люди йдуть сліди лишаючи в душі", "Я утомився, втомили люди", "Між людьми як між вовками", "Найближча людина готова продати")
• на честь новели "Intermezzo" був названий Чернігівський КМЦ Інтермеццо, відкритий через 101 рік після написання твору.